# Franz Xaver Wüörner
Franz Xaver Wüörner (* 20. August 1705 in Einsiedeln; † 18. Mai 1764 in Schwyz) war ein Schweizer Politiker und Landammann.

## Leben
Wüörner, Sohn des Josef Franz Wüörner, Hofarzt und Kanzler des Stifts Einsiedeln, und der Maria Barbara Jütz, war von 1734 bis 1738 Schwyzer Landessäckelmeister, von 1737 bis 1750 Zeugherr, von 1738 bis 1740 eidgenössischer Landvogt im Thurgau, von 1741 bis 1743 Statthalter, von 1743 bis 1745 Landammann und nach 1749 Salzdirektor.
Wüörner war zweimal verheiratet, zuerst mit Maria Euphrosina Fuchs und dann mit Maria Magdalena Antonia Schmid. Sein Grossvater war Johann Sebastian Wüörner.